# Чепменс-Пік
Чепменс-Пік (англ. Chapman's Peak) — гірський перевал і один із найдивовижніших шляхів Кейптауна, розташований у Західному Кейпі, Південна Африка. Дорога петляє високо над морем серед скель уздовж усього півострова, від затоки Хаут до Нордхука. Дорога побудована між 1915 і 1922 роками і є 11 км завдовжки.

## Історія
Оскільки на початку 1900-х років автомобілі стали популярнішими, уряд розробив план будівництва дороги навколо Капського півострова. Серед іншого план визначив, що Хаут-Бей і Нордхук мали бути з’єднані через неможливий маршрут майже перпендикулярних скель над океаном. Щоб зробити це можливим, інженери планували розкопати м’яку рожеву осадову породу формації Граафвотер, яка лежить на вершині твердого шару мисового граніту, щоб побудувати дорогу. Над формацією Граафвотер знаходиться шар пісковика Столової гори. Робоча сила з 700 бандитів розпочала проект з боку Хаут-Бей протягом 1915 року та з Нордхука протягом 1916 року.
Ділянка від Хаут-Бей до найвищої точки прямо під Чапменс-Піком була завершена до 1919 року. Решту завершено лише до 1922 року після того, як дорогу буквально вирубали з перпендикулярних скель. Коли проект був завершений, він вважався одним із найбільших інженерних досягнень.
У 1959 р. дорогу відремонтовано та засмолено. Протягом 1980 року частину дороги розмило, і її замінили спорудою мостового типу, побудованою над дорогою. Після подальших каменепадів, у 2000 році серед інших загинув автомобіліст — дорогу закрили на три роки для масштабної реконструкції. 

## Дрібниці
Дорога також є частиною маршрутів щорічної велогонки «Аргус» і марафону «Два океани». Номер траси М6. Дорога також тепер є платною, а автобусам дозволено рухатися лише в одному напрямку; від боку затоки Хаут до Нордхука.

## Пам'ятки
З маршруту відкривається неймовірний вид на затоку Хаут, Карбонкельберг і пік Сентінел. Дорога також проходить повз Східний форт, який був побудований у 1783 році французами для Нідерландів, щоб не допустити англійців. Був також Західний форт, побудований на стороні Хаут-Бей. Гармати форту Оос запам’яталися тим фактом, що вони були використані під час битви при Хаут-Бей у 1795 році проти HMS Echo, який увійшов у гавань. Захід відзначається щороку протягом вересня у суботу перед Днем спадщини.

## Галерея

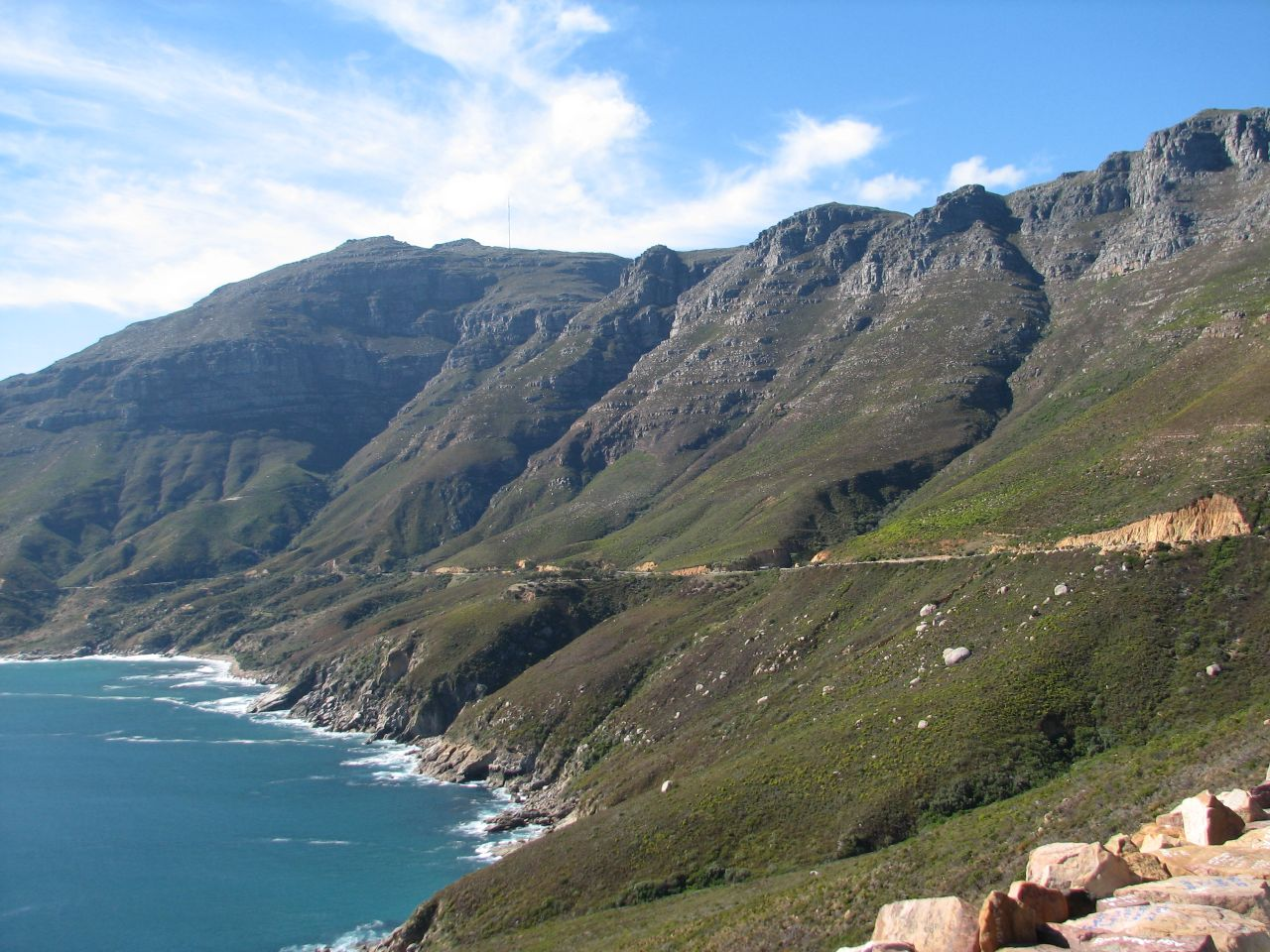
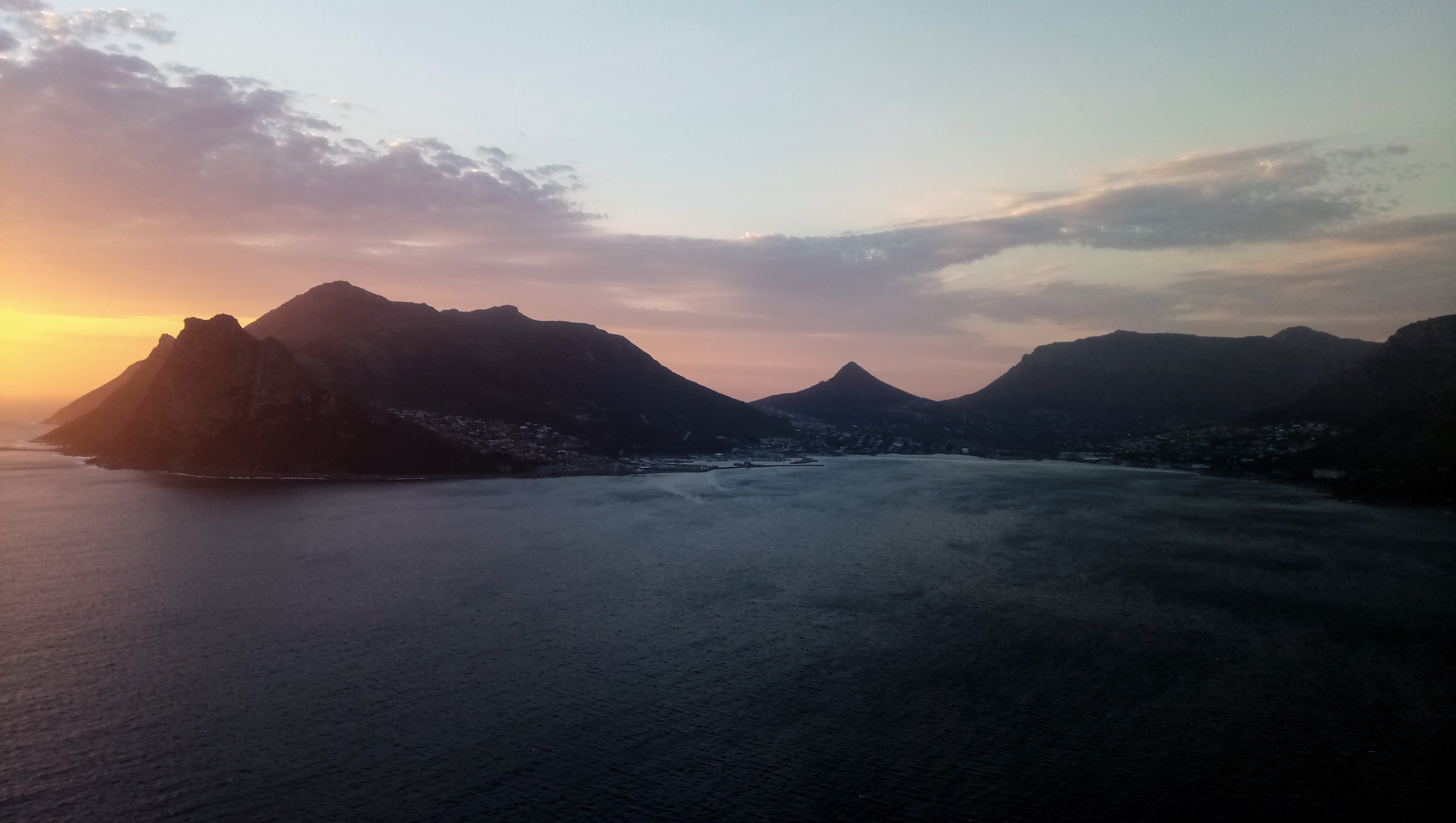
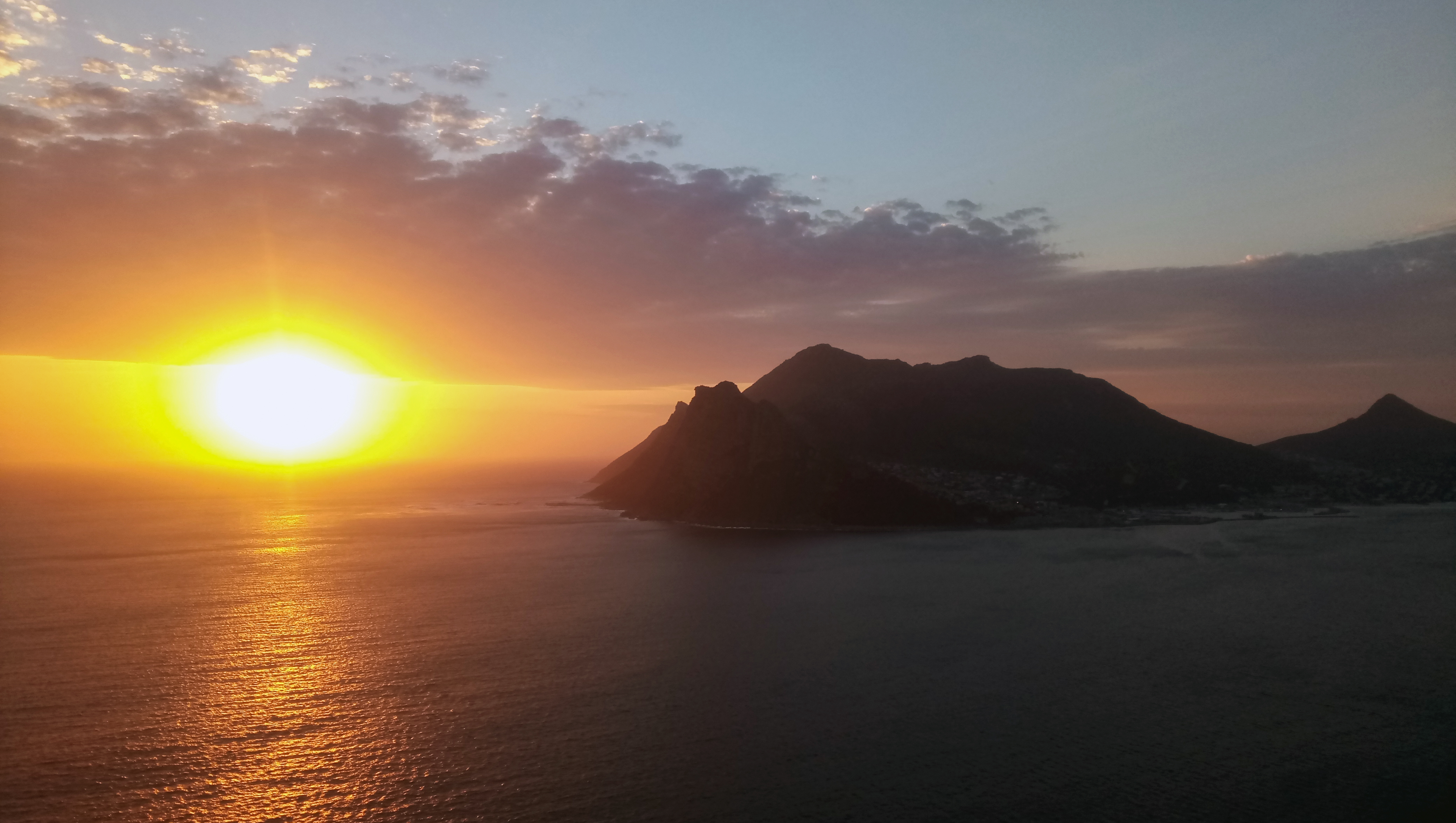
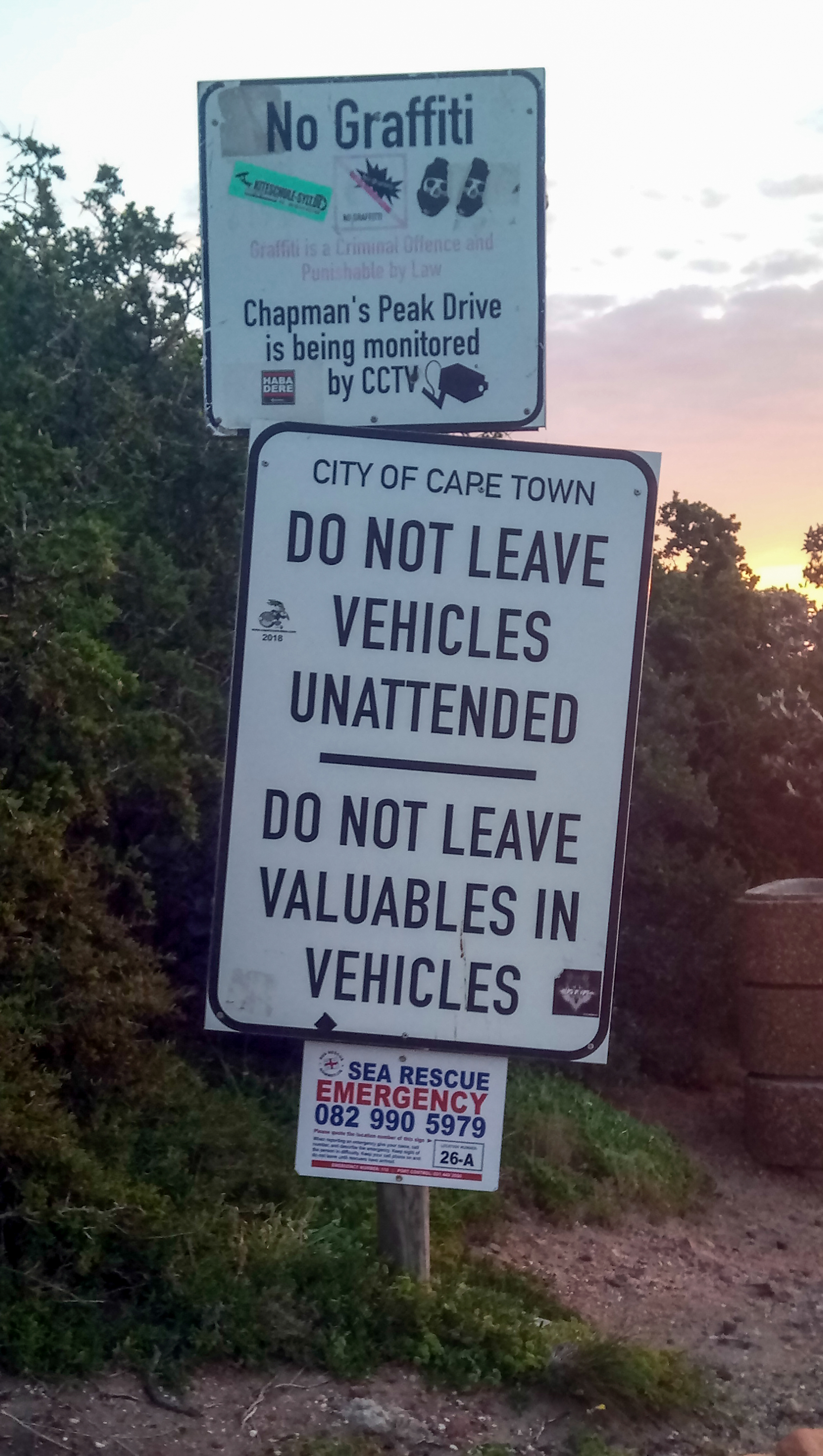
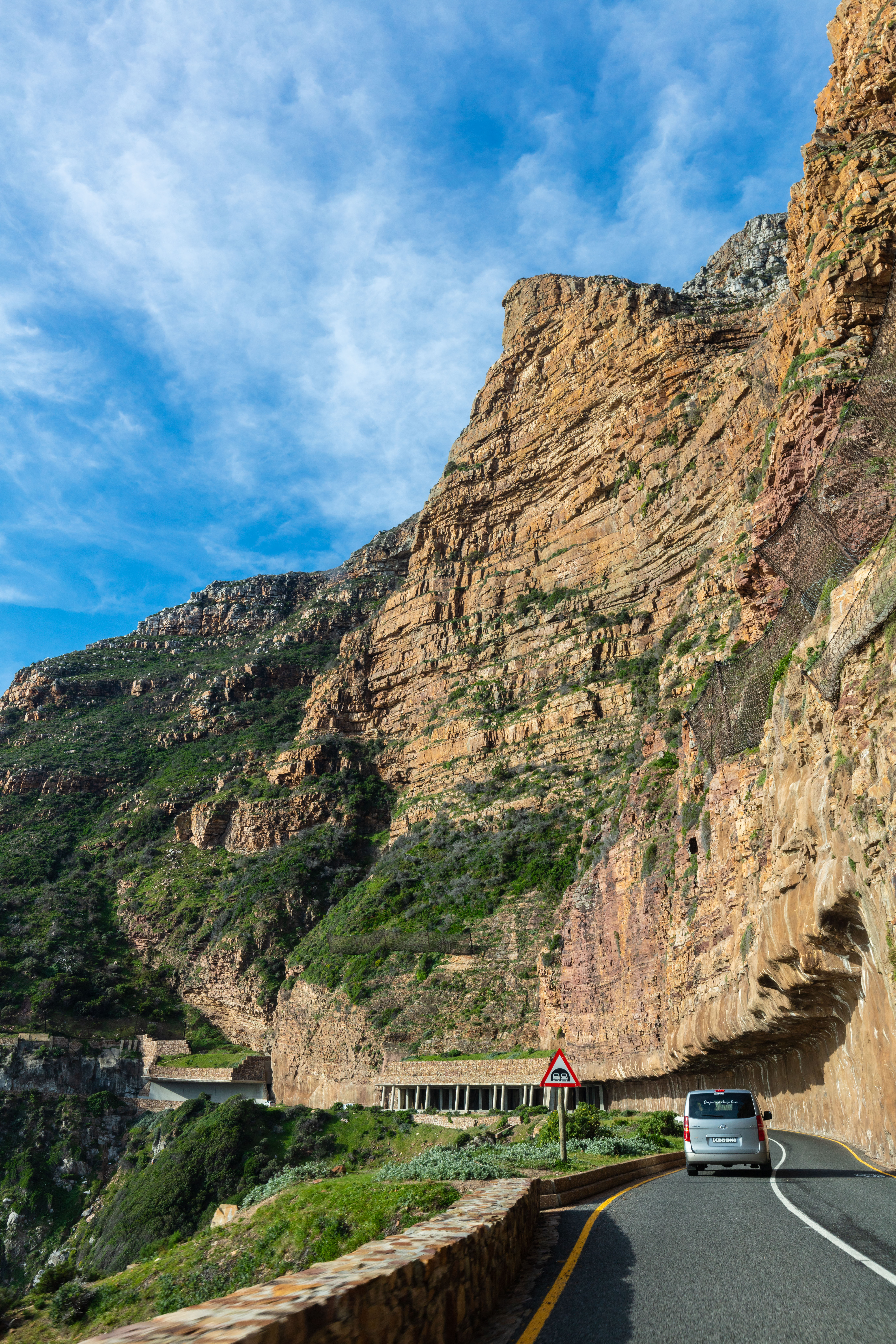
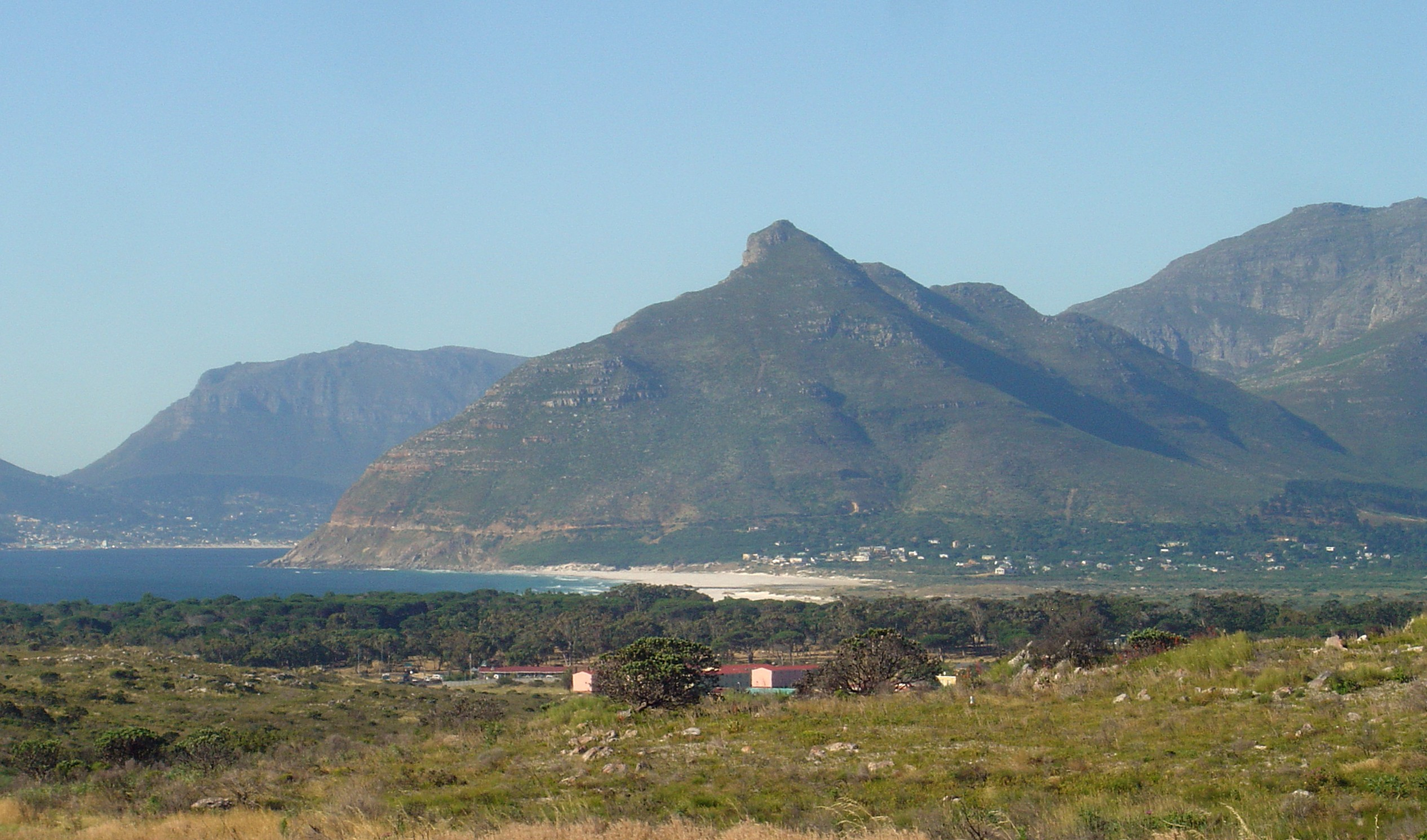
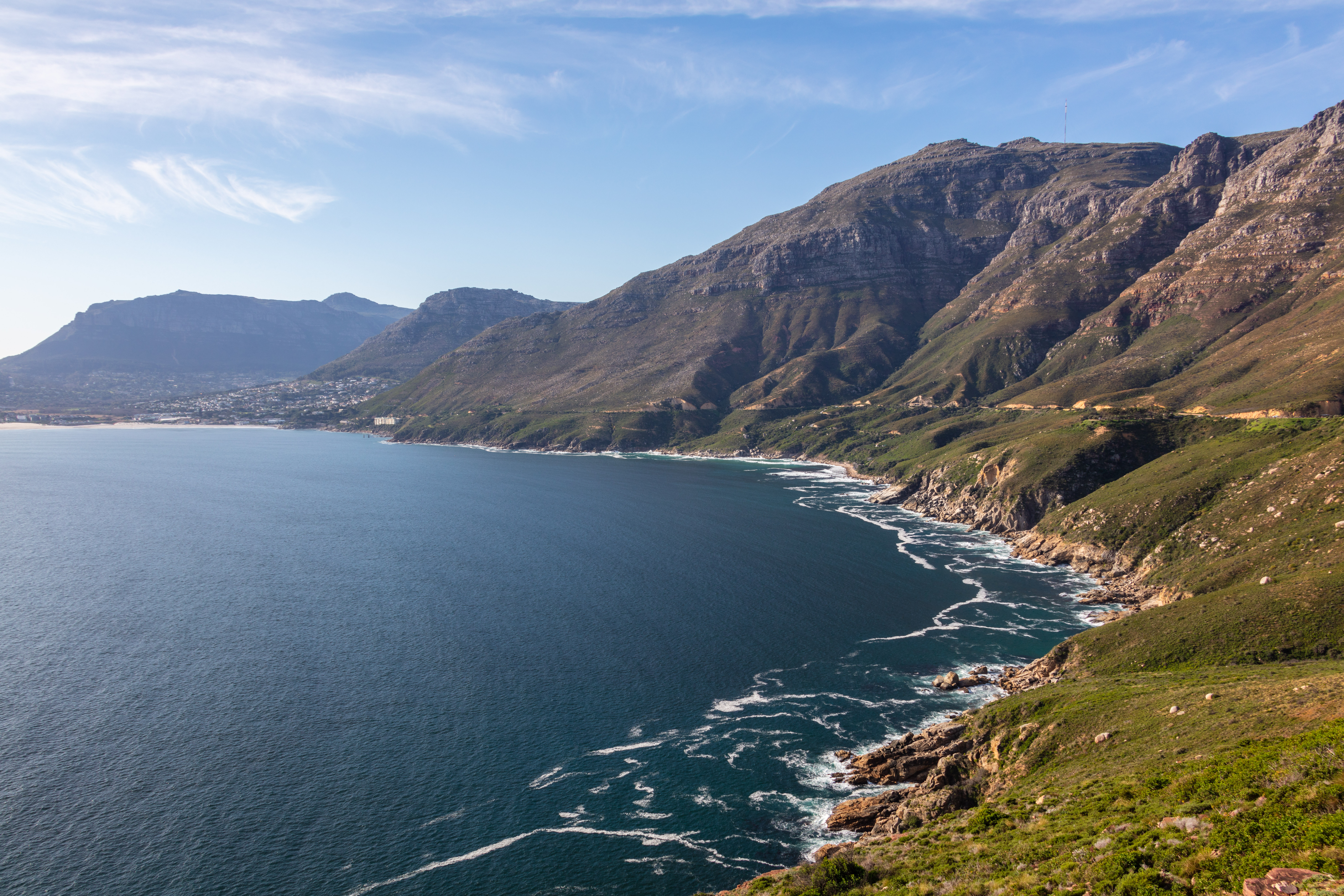
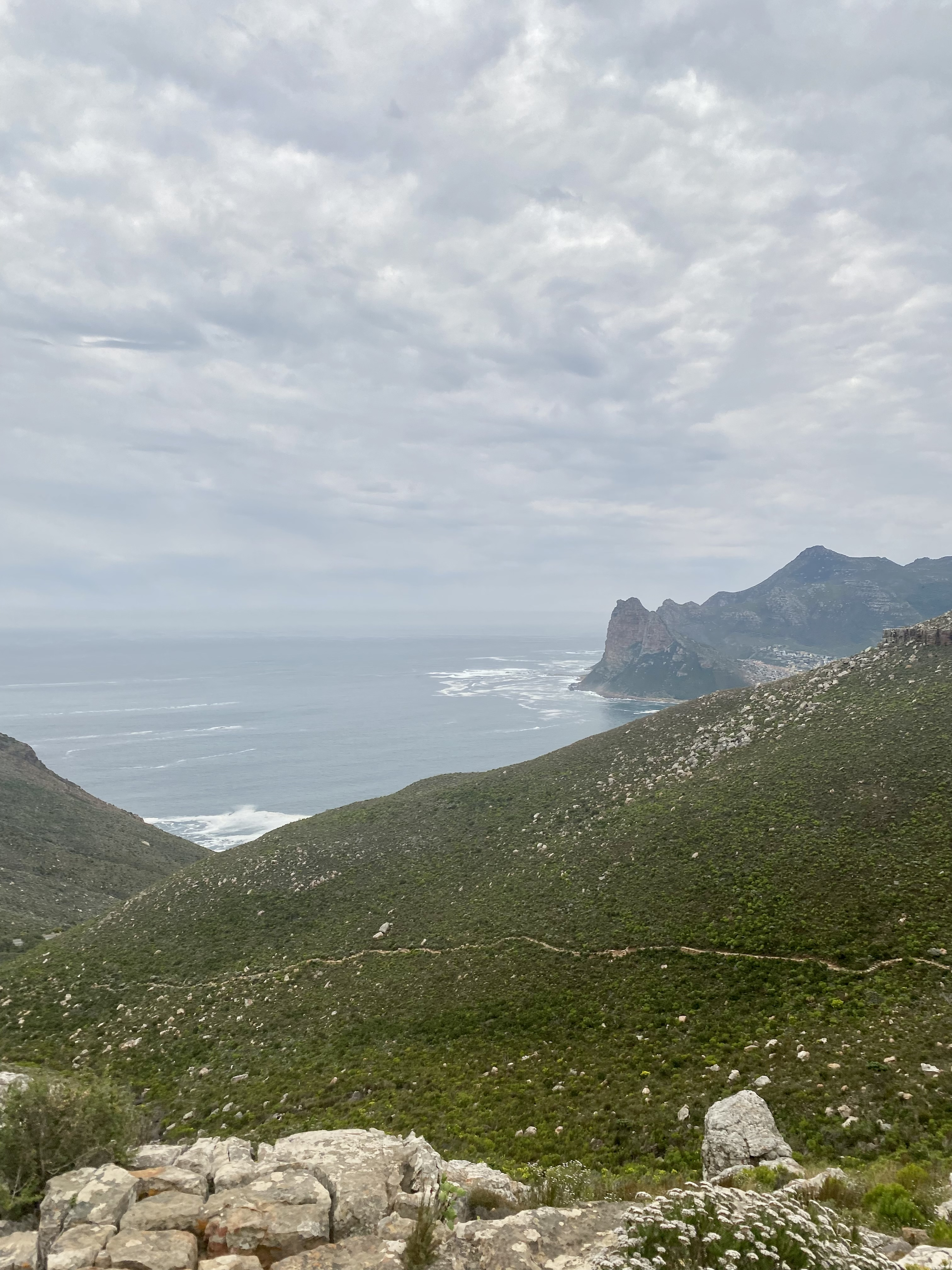
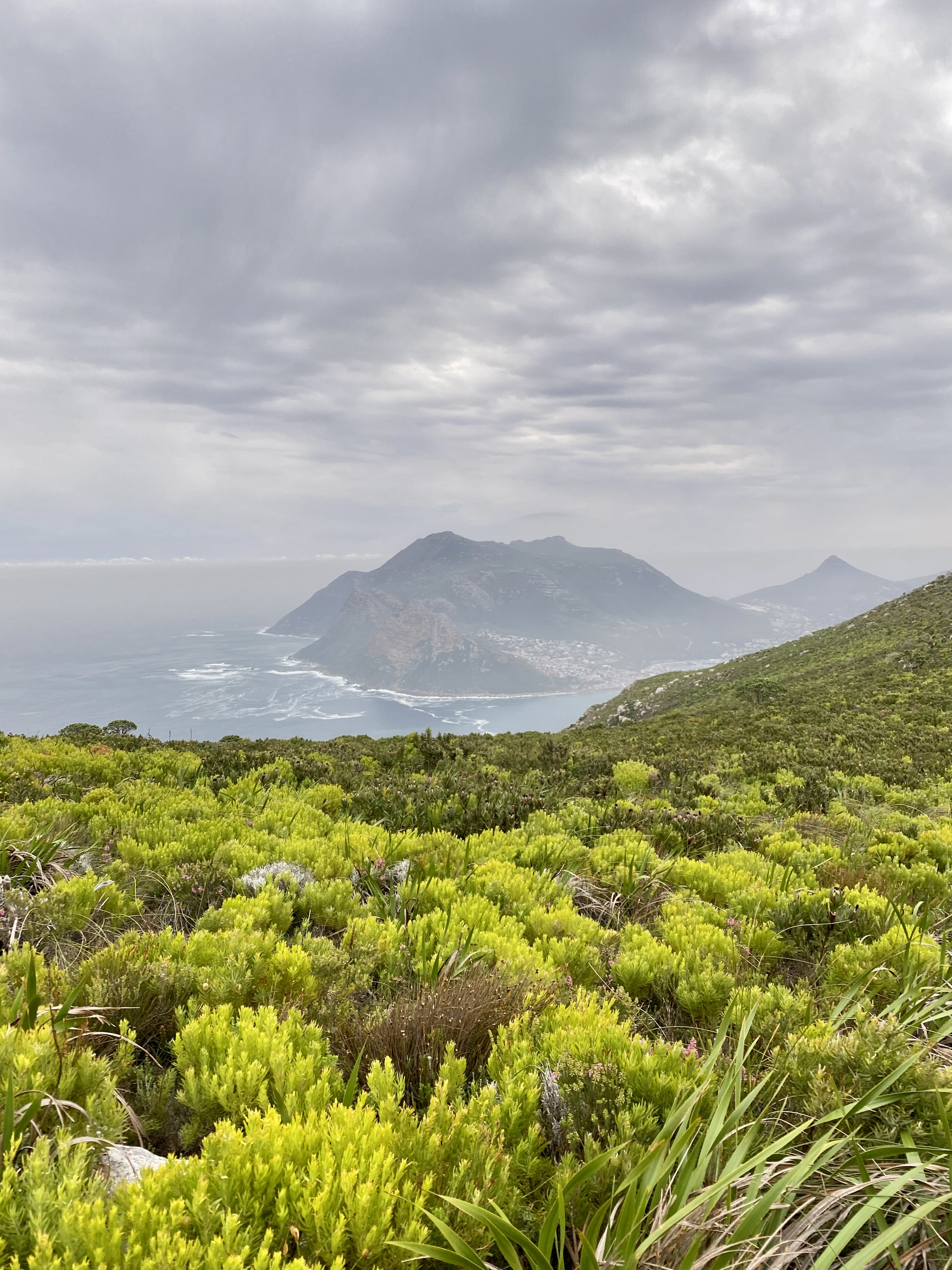
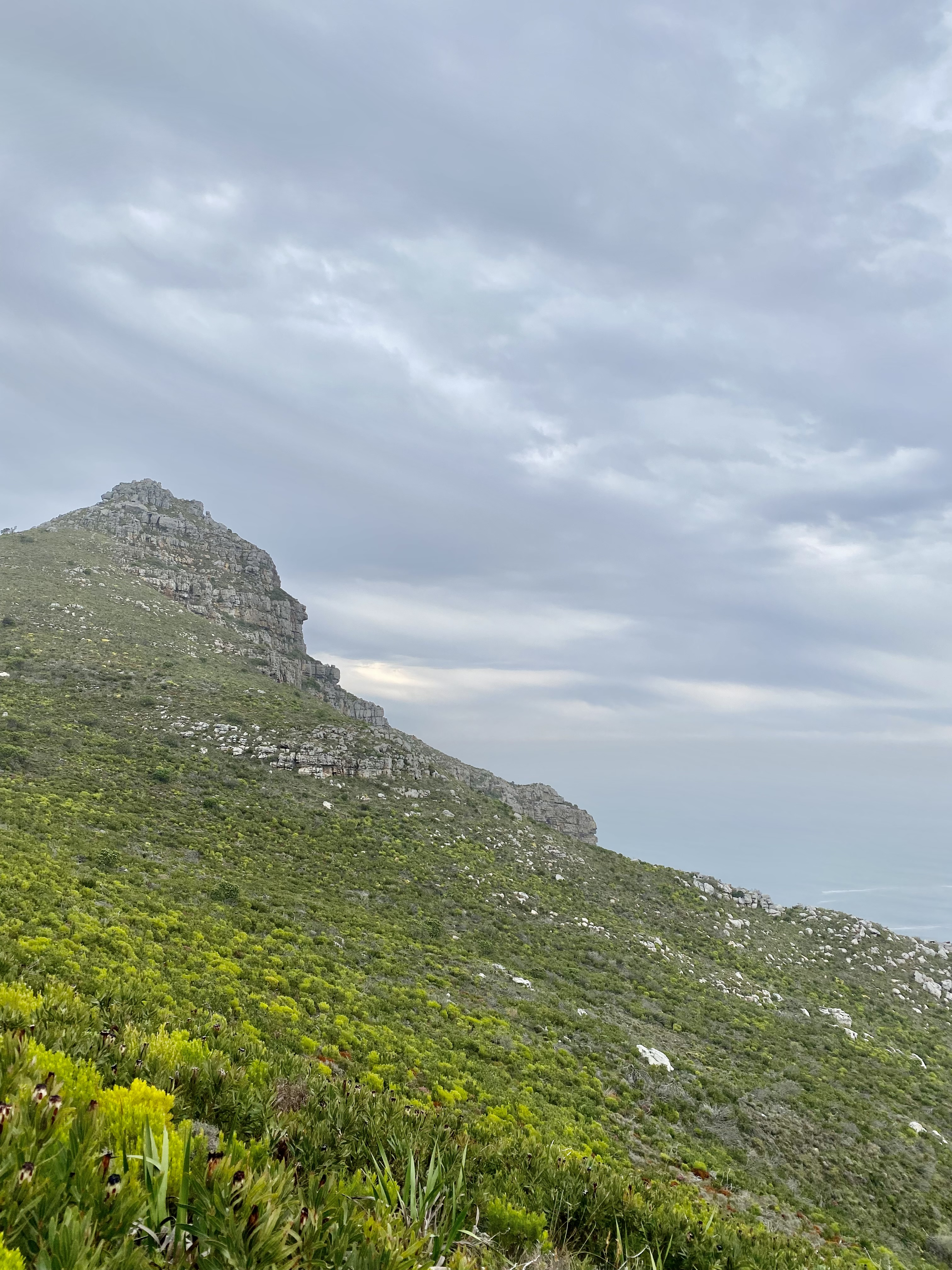

## Зовнішні посилання
- Chapman's Peak Drive (англ.)